# Галин, Константин Иванович
Константин Иванович Галин (24 мая 1920 года, деревня Горенки Сергиевского уезда Московской губернии, ныне Пушкинского района Московской области России  — 3 мая 1988 года, город Королёв Московской области России) — участник Великой Отечественной войны, полный кавалер ордена Славы, рядовой, заместитель командира орудийного расчета 354-го артиллерийского полка 139-й стрелковой Рославльской Краснознамённой ордена Суворова дивизии 49-й армии 2-го Белорусского фронта.

## Биография
Родился в семье рабочего. Русский.
Жил в городе Мытищи Московской области. Окончил 7 классов Мытищинской средн. школы № 2 (1935), школу ФЗО. Работал слесарем на заводе в г. Подлипки, ныне Королёв, Московской области.
В Красной Армии с января 1942 года. На фронте в Великую Отечественную войну с июля 1942 года. Был наводчиком, командиром орудия.
Член ВКП(б) с 1943 года.
17 июля 1944 года станковый пулемёт противника остановил продвижение нашей пехоты. Гитлеровцы открыли по наступающим также огонь из орудий и миномётов. Наводчик орудия 354-го артиллерийского полка 139-й стрелковой дивизии 50-й армии 2-го Белорусского фронта красноармеец Галин выкатил пушку на открытую позицию и первым же снарядом уничтожил вражеский пулемёт вместе с прислугой. За два дня 17 и 18 июля в боях за населённые пункты Огородники и Погорани (соответственно 18 и 20 километров юго-восточнее города Гродно, Белоруссия) огнём орудия вывел из строя несколько пулемётов противника. Совместно с другими расчётами отразил вражескую контратаку, истребив при этом свыше сорока солдат и офицеров.
Приказом по 139-й стрелковой дивизии от 1 августа 1944 года красноармеец Галин Константин Иванович награждён орденом Славы 3-й степени.
19 августа 1944 года в боях за населённый пункт Копоная (12 километров северо-восточнее города Замбров, Польша) наводчик орудия 354-го артиллерийского полка 139 СД Галин с расчётом (в составе 49-й армии) уничтожил штурмовое орудие, шесть пулемётов, три противотанковых орудия и до взвода гитлеровцев.
Приказом по 49-й армии от 26 октября 1944 года красноармеец Галин Константин Иванович награждён орденом Славы 2-й степени.
20 января 1945 года наводчик орудия 354-го артиллерийского полка 139 СДкрасноармеец Галин в районе населённого пункта Баранове (20 километров северо-западнее города Остроленка, Польша) вместе с подчиненными уничтожил три огневых точки и группу солдат противника. За что был представлен к ордену Славы 1-й степени.
10 февраля 1945 года в боях за Славно Славенский повят, Западно-Поморское воеводство, Польша наводчик орудия 354-го артиллерийского полка 139 СД ефрейтор Галин находясь с орудием на прямой наводке отражая контратаки противника уничтожил и вывел строя 2 самоходных орудия Фердинанд, бронетранспортер и более 20-ти немецких солдат и офицеров. За что был представлен к
ордену Отечественной войны 1-й степени, но награждён ордену Отечественной войны 2-й степени.
26 марта 1945 года участвуя в боях по освобождению Гданьска (Польша) из своего орудия расстреливал контратакующего противника уничтожив до 20 немецких солдат и офицеров. В ночь на 27 марта наводчик орудия 354-го артиллерийского полка 139 СД ефрейтор Галин вместе со своим орудием переправился через реку Висла в городской район, расположенный на острове Холм, после чего открыл артиллерийский огонь по вражеским подразделениям заставив их отойти в глубь острова, тем самым дав возможность переправится на остров нашим войскам. В этом бою Галин в составе своего орудийного расчета уничтожил до роты противника, противотанковое орудие и два вражеских пулемета. За что был представлен к ордену Ленина, но награждён орденом орденом Красного Знамени.
Указом Президиума Верховного Совета СССР от 29 июня 1945 года за мужество, отвагу и героизм, проявленные в борьбе с немецко-фашистскими захватчиками, красноармеец Галин Константин Иванович награждён орденом Славы 1-й степени.
В 1946 году старшина К. И. Галин демобилизован. Жил в городе Королёве Московской области.
В 1965 году окончил механический техникум. Работал слесарем, мастером, начальником группы завода экспериментального машиностроения НПО «Энергия».
Участник Парадов на Красной площади в Москве 9 мая 1985 и 1990 годов, посвящённых 40-летию и 45-летию Победы в Великой Отечественной войне.
Скончался 3 мая 1988 года. Похоронен на Невзоровском кладбище в городе Ивантеевка Московской области.

## Награды
- орден Красного Знамени (31.05.1945) представлялся к ордену Ленина
- орден Отечественной войны 1-й степени (06.04.1985)
- орден Отечественной войны 2-й степени (16.03.1945) представлялся к ордену Отечественной войны 1-й степени
- Орден Славы 1-й степени № 646 (29.06.1945)
- Орден Славы 2-й степени № 10689 (26.10.1944)
- Орден Славы 3-й степени № 99663 (01.08.1944)
- Медали, в том числе:
  - «Жукова»
  - «За воинскую доблесть. В ознаменование 100-летия со дня рождения Владимира Ильича Ленина»
  - «За победу над Германией в Великой Отечественной войне 1941—1945 гг.»
  - «Двадцать лет Победы в Великой Отечественной войне 1941—1945 гг.»
  - «Тридцать лет Победы в Великой Отечественной войне 1941—1945 гг.»
  - «Сорок лет Победы в Великой Отечественной войне 1941—1945 гг.»
  - «50 лет Победы в Великой Отечественной войне 1941—1945 гг.»
  - «В память 850-летия Москвы»
  - Медаль «Ветеран труда»
  - «50 лет Вооружённых Сил СССР»
  - «60 лет Вооружённых Сил СССР»
  - «70 лет Вооружённых Сил СССР»
  - «В память 800-летия Москвы»